# Campeonato Mundial de Atletismo Júnior de 2010 - Lançamento de dardo masculino
A prova do lançamento de dardo masculino do Campeonato Mundial de Atletismo Júnior de 2010 ocorreu entre os dias 22 e 23 de julho em Moncton, no Canadá. 

## Recordes
Antes desta competição, os recordes mundiais e do campeonato nesta prova eram os seguintes:
|     | Nome                   | Nacionalidade | Distância | Local  | Data                |
| --- | ---------------------- | ------------- | --------- | ------ | ------------------- |
| WJR | Zigismunds Sirmais     | Letónia       | 84.69 m   | Bauska | 22 de junho de 2011 |
| CR  | John Robert Oosthuizen | África do Sul | 83.07 m   | Pequim | 19de agosto de 2006 |

## Medalhistas
| Ouro                | Prata            | Bronze               |
| Till Wöschler (GER) | Genki Dean (JPN) | Dmitri Tarabin (RUS) |

## Cronograma
Todos os horários são locais (UTC-4).
| Data        | Hora  | Evento       |
| ----------- | ----- | ------------ |
| 22 de julho | 12:00 | Qualificação |
| 23 de julho | 20:20 | Final        |

## Resultados

### Qualificação
A qualificação se iniciou no dia 22 de julho ás 12:00. 
Grupo A
| Posição | Atleta               | Nacionalidade  | Tentativas | Tentativas | Tentativas | Resultados | Notas |
| Posição | Atleta               | Nacionalidade  | 1          | 2          | 3          | Resultados | Notas |
| ------- | -------------------- | -------------- | ---------- | ---------- | ---------- | ---------- | ----- |
| 1       | Zigismunds Sirmais   | Letónia        | x          | 77.97      | -          | 77.97      | Q     |
| 2       | Till Wöschler        | Alemanha       | 72.78      | -          | -          | 72.78      | Q     |
| 3       | Genki Dean           | Japão          | x          | 69.44      | 72.20      | 72.20      | Q     |
| 4       | Raymond Dykstra      | Canadá         | 64.44      | 63.24      | 70.18      | 70.18      | q     |
| 5       | Rocco van Rooyen     | África do Sul  | 69.74      | x          | x          | 69.74      | q     |
| 6       | Lars Timmerman       | Países Baixos  | x          | 65.22      | 69.29      | 69.29      | q     |
| 7       | Ahmed Samir Mohamed  | Egito          | 66.88      | x          | 60.10      | 66.88      |       |
| 8       | Jaka Muhar           | Eslovênia      | 64.32      | x          | x          | 64.32      |       |
| 9       | Branko Paukovic      | Sérvia         | 59.34      | 63.75      | x          | 63.75      |       |
| 10      | Arnolds Strenga      | Letónia        | 61.81      | x          | x          | 61.81      |       |
| 11      | José Escobar         | Equador        | x          | 61.63      | 61.72      | 61.72      |       |
| 12      | Strydom van der Wath | Namíbia        | 57.36      | 61.66      | x          | 61.66      |       |
| 13      | Derek Eager          | Estados Unidos | 55.97      | 57.78      | 60.47      | 60.47      |       |
| 14      | Joel Karjalainen     | Finlândia      | 60.27      | 58.99      | 59.51      | 60.27      |       |
| 15      | Marcin Krukowski     | Polónia        | 59.24      | x          | x          | 59.24      |       |
| 16      | Petter Ormsettrø     | Noruega        | 58.24      | x          | 58.46      | 58.46      |       |
| 17      | Huang Shih-Feng      | Taipé Chinesa  | x          | x          | x          | NM         |       |

Grupo B
| Posição | Atleta             | Nacionalidade     | Tentativas | Tentativas | Tentativas | Resultados | Notas |
| Posição | Atleta             | Nacionalidade     | 1          | 2          | 3          | Resultados | Notas |
| ------- | ------------------ | ----------------- | ---------- | ---------- | ---------- | ---------- | ----- |
| 1       | Dmitri Tarabin     | Rússia            | x          | 69.01      | 71.06      | 71.06      | q     |
| 2       | Thomas Röhler      | Alemanha          | 65.56      | 69.95      | 71.05      | 71.05      | q     |
| 3       | Joseph Zimmerman   | Estados Unidos    | 70.12      | 68.67      | -          | 70.12      | q     |
| 4       | Daniel Pembroke    | Reino Unido       | x          | 66.69      | 69.44      | 69.44      | q     |
| 5       | Caleb Jones        | Canadá            | 69.36      | 67.86      | 67.40      | 69.36      | q     |
| 6       | Cheng Chao-Tsun    | Taipé Chinesa     | x          | 64.80      | 67.89      | 67.89      | q     |
| 7       | Dean Goosen        | África do Sul     | 66.26      | 62.61      | 65.93      | 66.26      |       |
| 8       | Kenji Maritani     | Japão             | 64.37      | 62.44      | 66.15      | 66.15      |       |
| 9       | Keshorn Walcott    | Trinidad e Tobago | x          | 65.21      | 66.05      | 66.05      |       |
| 10      | Rustem Dremdzhy    | Ucrânia           | 65.34      | x          | 60.02      | 65.34      |       |
| 11      | Borja Barbeito     | Espanha           | 63.79      | x          | 58.99      | 63.79      |       |
| 12      | Killian Durechou   | França            | 60.06      | 61.90      | x          | 61.90      |       |
| 13      | Rainer Manninen    | Finlândia         | 59.15      | x          | x          | 59.15      |       |
| 14      | Nerijus Luckauskas | Lituânia          | x          | x          | 57.81      | 57.81      |       |
| 15      | Tiago Aperta       | Portugal          | x          | x          | 56.10      | 56.10      |       |
| 16      | Tomás Guerra       | Chile             | x          | x          | x          | NM         |       |

### Final
A prova final foi realizada no dia 23 de julho ás 20:20. 
| Posição           | Atleta             | Nacionalidade  | Tentativas | Tentativas | Tentativas | Tentativas | Tentativas | Tentativas | Resultados | Notas |
| Posição           | Atleta             | Nacionalidade  | 1          | 2          | 3          | 4          | 5          | 6          | Resultados | Notas |
| ----------------- | ------------------ | -------------- | ---------- | ---------- | ---------- | ---------- | ---------- | ---------- | ---------- | ----- |
| Medalha de ouro   | Till Wöschler      | Alemanha       | 82.52      | -          | 76.05      | 74.99      | -          | 76.08      | 82.52      |       |
| Medalha de prata  | Genki Dean         | Japão          | 68.68      | 73.16      | 71.80      | 76.44      | x          | 72.63      | 76.44      |       |
| Medalha de bronze | Dmitri Tarabin     | Rússia         | 68.23      | 76.42      | x          | 73.07      | x          | 70.75      | 76.42      |       |
| 4                 | Lars Timmerman     | Países Baixos  | 70.63      | 72.56      | 70.19      | 75.66      | x          | 68.26      | 75.66      |       |
| 5                 | Joseph Zimmerman   | Estados Unidos | 66.61      | 71.23      | 73.14      | 69.05      | 74.64      | 67.45      | 74.64      |       |
| 6                 | Rocco van Rooyen   | África do Sul  | x          | 74.13      | x          | x          | x          | 68.38      | 74.13      |       |
| 7                 | Zigismunds Sirmais | Letónia        | 73.38      | x          | 70.99      | 66.17      | 72.92      | 64.40      | 73.38      |       |
| 8                 | Cheng Chao-Tsun    | Taipé Chinesa  | x          | 71.45      | 71.58      | 65.90      | 69.86      | 68.92      | 71.58      |       |
|                   |                    |                |            |            |            |            |            |            |            |       |
| 9                 | Thomas Röhler      | Alemanha       | 69.93      | x          | 69.25      |            |            |            | 69.93      |       |
| 10                | Caleb Jones        | Canadá         | 68.35      | 69.77      | 69.27      |            |            |            | 69.77      |       |
| 11                | Daniel Pembroke    | Reino Unido    | 63.13      | 68.12      | 66.83      |            |            |            | 68.12      |       |
| 12                | Raymond Dykstra    | Canadá         | 59.96      | 63.80      | 58.75      |            |            |            | 63.80      |       |

Legenda
| Recorde mundial       | Recorde mundial (World record)               |                       | Recorde africano                      | Recorde africano (African) |                                           | Q | Classificado por posição (Qualified) |
| Recorde do campeonato | Recorde do campeonato (Championship record)  | Recorde da América    | Recorde da América (Americas)         | q                          | Classificado por melhor tempo (Qualified) |   |                                      |
| Melhor marca do ano   | Melhor marca do ano (World leading)          | Recorde asiático      | Recorde asiático (Asian)              | DNS                        | Não largou (Did not start)                |   |                                      |
| Recorde nacional      | Recorde nacional (National record)           | Recorde europeu       | Recorde europeu (European)            | DNF                        | Não terminou (Did not finish)             |   |                                      |
| Recorde pessoal       | Recorde pessoal do atleta (Personal best)    | Recorde da Oceania    | Recorde da Oceania (Oceania)          | DSQ / DQ                   | Desclassificado (Disqualified)            |   |                                      |
| Recorde da temporada  | Recorde da temporada do atleta (Season best) | Recorde sul-americano | Recorde sul-americano (South America) | NM                         | Sem marca (No mark)                       |   |                                      |